# Alexander (Kansas)
Alexander és una població dels Estats Units a l'estat de Kansas. Segons el cens del 2000 tenia 75 habitants.

## Demografia
Segons el cens del 2000, Alexander tenia 75 habitants, 34 habitatges, i 19 famílies. La densitat de població era de 115,8 habitants per km².
Dels 34 habitatges en un 23,5% hi vivien nens de menys de 18 anys, en un 50% hi vivien parelles casades, en un 5,9% dones solteres, i en un 44,1% no eren unitats familiars. En el 35,3% dels habitatges hi vivien persones soles el 26,5% de les quals corresponia a persones de 65 anys o més que vivien soles. El nombre mitjà de persones vivint en cada habitatge era de 2,21 i el nombre mitjà de persones que vivien en cada família era de 3.
Per edats la població es repartia de la següent manera: un 21,3% tenia menys de 18 anys, un 5,3% entre 18 i 24, un 28% entre 25 i 44, un 16% de 45 a 60 i un 29,3% 65 anys o més.
L'edat mediana era de 44 anys. Per cada 100 dones de 18 o més anys hi havia 90,3 homes.
La renda mediana per habitatge era de 12.083 $ i la renda mediana per família de 28.125 $. Els homes tenien una renda mediana de 18.542 $ mentre que les dones 20.000 $. La renda per capita de la població era d'11.803 $. Entorn del 30,8% de les famílies i el 31,9% de la població estaven per davall del llindar de pobresa.

## Poblacions més properes
El següent diagrama mostra les poblacions més properes.